# 소림36방
소림36방(少林三十六房, The 36Th Chamber Of Shaolin)은 홍콩에서 제작된 유가량 감독의 1978년 액션, 모험, 드라마 영화이다. 유가휘 등이 주연으로 출연하였고 방일화 등이 제작에 참여하였다.

## 출연

### 주연
- 유가휘
- 서소강

### 조연
- 천후이이
- 진룡
- 첨삼
- 장오랑
- 서충신
- 소후
- 리하이성
- 유가영
- 나열
- 침로
- 당위성
- 혜천사
- 왕우
- 왕호
- 왕청하
- 왕지권
- 원소전